# Вакцинація проти COVID-19 в Індонезії
Вакцинація проти COVID-19 в Індонезії — це кампанія масової імунізації населення Індонезії проти COVID-19 під час пандемії коронавірусної хвороби. 13 січня 2021 року програма вакцинації розпочалась після того, як президент країни Джоко Відодо був вакцинований у президентському палаці. За загальною кількістю введених доз вакцини Індонезія посідає третє місце в Азії та п'яте місце у світі.
Станом на 5 лютого 2023 року о 18:00 західноіндонезійського часу (UTC+7) 204266655 осіб отримали першу дозу вакцини, а 175131893 особи були повністю вакциновані; 69597474 з них були щеплені бустерною або третьою дозою, а 1585164 отримали четверту дозу вакцини. Джакарта має найвищий відсоток повністю вакцинованого населення — 103,46 %, за яким йдуть Балі та спеціальний регіон Джок'якарта — 85,45 % та 83,02 % відповідно.

## Передумови
COVID-19 — це інфекційна хвороба, спричинена коронавірусом важкого гострого респіраторного синдрому-2 (SARS-CoV-2). Перший відомий випадок хвороби був виявлений в Ухані в материковому Китаї у грудні 2019 року, а 2 березня 2020 року було підтверджено його появу в Індонезії.
Вакцинація проти COVID-19 в Індонезії мав охопити понад 75 % населення Індонезії, або близько 208 мільйонів осіб. Програма виконувалася в чотири етапи, починаючи від найбільш пріоритетного до менш пріоритетного населення.
- Перший етап — проводилось щеплення медичних працівників, які включають працівників охорони здоров'я, зокрема лікарів, хірургів, стоматологів, медсесер, акушерок, фармацевтів, водіїв швидкої допомоги, медичних асистентів, науковців, психологів і студентів-медиків.
- Другий етап — проводилося щеплення літніх людей (усіх віком від 60 років) і працівників державних закладів, які включають тих, хто працює з громадськістю і часто контактує з людьми, зокрема, державних службовців, працівників державних підприємств, поліції, військових, вчителів, працівників роздрібної торгівлі, журналістів, релігійних лідерів, працівники туризму, транспортників і спортсменів.
- Третій етап — проводилося масове щеплення осіб, які вразлива до економічного, соціального чи геопросторового аспектів, наприклад, тих, хто живе в густонаселених, бідних і найбільш постраждалих кварталах чи районах.
- Четвертий етап — проводився іншим категоріям жителів країни, цей етап залежить від наявності вакцин.

## Хронологія

### 2020 рік
16 грудня 2020 року президент Джоко Відодо повідомив, що вакцини проти COVID-19 будуть вводитис всім індонезійцям безкоштовно. За словами президента, Індонезія закупила 400 мільйонів доз вакцин від «Sinovac», «Novavax», «Pfizer» і «AstraZeneca».
31 грудня міністр охорони здоров'я Індонезії заявив, що вакцинація буде обов'язковою. Індонезійці, які отримали текстове повідомлення від влади, мали бути вакциновані. Також цього дня до Індонезії прибуло 1,8 мільйона доз «Коронавак». Разом із ще 1,2 мільйонами доз вакцини, які надійшли раніше того місяця, вакцина була розподілена між 34 провінціями Індонезії.

### 2021 рік

#### Січень-квітень 2021 року
8 січня рада індонезійських улемів оголосила вакцину «Коронавак» халяльною.
11 січня національне агентство з контролю за лікарськими препаратами та харчовими продуктами (BPOM) опублікувало екстрений дозвіл на використання вакцини «Коронавак» від «Sinovac Biotech» для осіб віком від 18 до 59 років, причому друга доза вводиться через 14 днів після першої. У той же час агентство також повідомило про попередній показник ефективності вакцини під час III фази клінічного дослідження у 65,3 %.
13 січня в Індонезії розпочалась вакцинальна кампанія.
7 лютого національне агентство з контролю за лікарськими препаратами та харчовими продуктами схвалило введення вакцини «Коронавак» для людей похилого віку, причому другу дозу рекомендовано вводити через 28 днів після першої дози замість 14 днів у звичайних випадках.
17 лютого стартував другий етап програми вакцинації. Уряд Індонезії підтвердив, що вакцинація буде обов'язковою для всіх громадян, і він звернеться за допомогою до приватного сектора для щеплення населення.
7 березня приблизно 1 % населення Індонезії отримали щеплення від COVID-19.
8 березня Індонезія отримала свою першу партію вакцин від ініціативи COVAX із 1,1 мільйона доз вакцини Oxford–AstraZeneca.
15 березня уряд ухвалив рішення про чотири вакцини, які будуть використовуватися для програми вакцинації приватних працівників: Sinopharm BIBP, Moderna, Спутник V і Novavax. Індонезія також тимчасово призупинила щеплення вакциною Oxford–AstraZeneca після повідомлень про утворення тромбів після вакцинації в Європі.
19 березня національне агентство з контролю за ліками та харчовими продуктами дозволило відновити розповсюдження та використання вакцини Oxford–AstraZeneca.
23 березня міністерство охорони здоров'я дозволило вводити другу дозу «Коронавак» особам віком до 60 років до 28 днів після першої дози, коли між двома дозами неможливо було дотримати чіткий інтервал у 14 днів.
1 квітня міністерство охорони здоров'я повідомило про перенесення графіка вакцинації населення на червень або липень через дефіцит вакцин, спричинений забороною експорту вакцини Oxford–AstraZeneca з Індії.
8 квітня міністр охорони здоров'я Буді Гунаді Садікін заявив, що немає впевненості щодо надходження 104 мільйонів доз вакцини Oxford–AstraZeneca, запланованих у рамках ініціативи COVAX, через заборону на експорт з Індії. Крім того, державний виробник вакцин «Bio Farma» оголосив, що замовив 15 мільйонів доз вакцини «Sinopharm BIBP», 22 мільйони вакцини «Спутник V» і 5 мільйонів вакцини «Convidecia». Усі вони будуть використані для програми добровільної вакцинації.
18 квітня Індонезія отримала 6 мільйонів доз «Коронавак», довівши її загальну кількість до 59,5 мільйонів із 140 мільйонів доз за твердим замовленням.
21 квітня міністерство охорони здоров'я повідомило, що отримає ще 3,852 мільйонів доз вакцини Oxford–AstraZeneca до початку травня, другу поставку до Індонезії в рамках ініціативи COVAX. Ця партія прибула до країни 26 квітня.
30 квітня агентство з контролю за ліками та харчовими продуктами (BPOM) видало дозвіл на екстрене застосування для вакцини Sinopharm BIBP.

#### Травень-серпень 2021 року
1 травня прибуло 500 тисяч доз вакцини Sinopharm BIBP, подарованих урядом Об'єднаних Арабських Еміратів — перша партія цієї вакцини, отримана Індонезією.
5 травня Джакарта розширила свою програму вакцинації, щоб охопити широкі верстви населення у своїх густонаселених і бідних районах.
8 травня Індонезія отримала 1389600 доз вакцини Oxford–AstraZeneca в рамках ініціативи COVAX.
10 травня національна комісія з побічних явищ після імунізації (AEFI) заявила, що ще не підтверджено, що чоловік, який помер через кілька годин після того, як йому зробили щеплення вакциною Oxford-AstraZeneca в Джакарті, помер внаслідок вакцинації. Це був не перший ексцес з вакциною Oxford–AstraZeneca в Індонезії; раніше, 27 березня, штат Північне Сулавесі тимчасово припинив введення вакцини Oxford–AstraZeneca після того, як принаймні 5 % із 3990 щеплених пацієнтів повідомили про побічні ефекти після імунізації. Введення вакцини AstraZeneca було відновлено 30 березня.
16 травня міністерство охорони здоров'я тимчасово призупинило введення 448480 доз вакцини Oxford–AstraZeneca серії CTMAV547.
17 травня в Джакарті після щеплення вакциною Oxford–AstraZeneca помер літній чоловік, це був другий випадок менш ніж за 2 тижні в провінції.
25 травня 8 мільйонів доз вакцини «Коронавак» прибули до Індонезії.
28 травня міністерство охорони здоров'я відновило постачання та введення серії вакцини Oxford–AstraZeneca CTMAV547.
31 травня 8 мільйонів доз вакцини «Коронавак» прибули до Індонезії.
5 червня до Індонезії прибуло 313100 доз вакцини AstraZeneca.
8 червня Джакарта розширила програму вакцинації населення віком від 18 років.
10 червня 1,5 мільйона доз вакцини Oxford–AstraZeneca прибули до Індонезії.
11 червня мільйон доз вакцини Sinopharm BIBP прибули до Індонезії.
17 червня Балі розширив програму вакцинації для всіх жителів віком від 18 років.
20 червня 10 мільйонів доз вакцини «Коронавак» прибули до Індонезії.
25 червня міністерство охорони здоров'я вирішило прискорити програму вакцинації, дозволивши робити щеплення всім бажаючим у діючих лікарнях і поліклінічних закладах незалежно від місця проживання.
27 червня національне агентство контролю за лікарськими засобами та харчовими продуктами опублікувало дозвіл на екстрене використання «Коронавак» для дітей віком від 12 до 17 років.
30 червня денна кількість вакцинованих людей вперше перевищила позначку в один мільйон, і ще 14 мільйонів доз «Коронавак» прибули до Індонезії.
1 липня до Індонезії прибуло 998400 доз вакцини Oxford–AstraZeneca з Японії.
2 липня національне агентство контролю за ліками та харчовими продуктами Індонезії опублікувало екстрений дозвіл на використання вакцини Moderna.
11 липня із США до Індонезії прибули 3 мільйони доз вакцини «Moderna».
12 липня 10 мільйонів доз «Коронавак» прибули до Індонезії.
13 липня до Індонезії прибуло 1408000 доз вакцини «Sinopharm BIBP» і 3476400 доз вакцини Oxford–AstraZeneca.
14 липня добова кількість щеплених вперше перевищила позначку в 2 мільйони.
15 липня національне агентство контролю за ліками та харчовими продуктами Індонезії опублікувало дозвіл на екстрене використання вакцини Pfizer–BioNTech. Також цього дня до Індонезії прибуло 1,5 мільйона доз вакцини Moderna та 1,16 мільйона доз вакцини Oxford–AstraZeneca.
16 липня в лікарні імені доктора Чіпто Мангункусумо розпочалася третя програма вакцинації медичних працівників вакциною «Moderna», і уряд повідомив, що платну програму вакцинації «Gotong Royong» від «Kimia Farma» було скасовано після критики з боку населення, яке вимагало зробити її безкоштовною.
19 липня 1184 тисяч доз вакцини «Sinopharm BIBP» прибули до Індонезії.
22 липня 8 мільйонів доз «Коронавак» прибули до Індонезії.
27 липня 21,2 мільйона доз «Коронавак» прибули до Індонезії.
30 липня 1,5 мільйона доз вакцини «Sinopharm BIBP» прибули до Індонезії.
1 серпня до Індонезії прибуло 3,5 мільйона доз вакцини «Moderna» зі США.
2 серпня до Індонезії прибуло 620 тисяч доз вакцини Oxford–AstraZeneca.
3 серпня 500 тисяч доз вакцини «Sinopharm BIBP» прибули до Індонезії.
6 серпня до Індонезії прибуло 594200 доз вакцини «Oxford–AstraZeneca».
12 серпня медсестра в Плуїті у Північній Джакарті була визнана невинною після того, як відео, на якому вона ніби проводить щеплення з порожнім шприцом без вакцини, стало вірусним в Інтернеті. Вона сказала, що це була проста випадковість, а не навмисно, оскільки вона була втомлена.
13 серпня близькоі 10 % населення Індонезії були повністю вакциновані, і 5 мільйонів доз «Коронавак» прибули до Індонезії.
14 серпня губернатор Джакарти Анієс Басведан повідомив, що в провінції було щеплено 3,7 мільйона осіб, які не були жителями Джакарти. Це може змусити Джакарту вакцинувати більше населення.
16 серпня 5 мільйонів доз «Коронавак» прибули до Індонезії.
17 серпня в Джакарті дозволили масову вакцинацію вакциною Moderna, яка раніше вводилась лише медичним працівником.
19 серпня до Індонезії прибуло 1,6 мільйона доз вакцини Pfizer–BioNTech і 450 тисяч доз вакцини Oxford–AstraZeneca.
20 серпня 5 мільйонів доз вакцини «Коронавак» і 567500 доз вакцини Oxford–AstraZeneca прибули до Індонезії.
23 серпня 5 мільйонів доз «Коронавак» прибули до Індонезії.
24 серпня принаймні половина населення Джакарти була повністю вакцинована.
25 серпня національне агентство контролю за ліками та харчовими продуктами Індонезії опублікувало екстрений дозвіл на використання вакцини «Спутник V».
27 серпня 5 мільйонів доз «Коронавак» і 1,86 мільйона доз вакцини Oxford–AstraZeneca прибули до Індонезії.
30 серпня до Індонезії прибуло 9,2 мільйона доз «Коронавак».

#### Вересень-грудень 2021 року
1 вересня до Індонезії прибуло 583400 доз вакцини Oxford–AstraZeneca.
2 вересня до Індонезії прибуло 1,2 мільйона доз вакцини Pfizer–BioNTech і 500 тисяч доз вакцини Oxford–AstraZeneca.
3 вересня сертифікат про вакцинацію президента Джоко Відодо став загальнодоступним. Це змусило людей вимагати від міністерства зв'язку та інформаційних технологій підвищити безпеку програми «PeduliLindungi».
4 вересня до Індонезії прибуло 207 тисячі доз вакцини Oxford–AstraZeneca.
6 вересня 5 мільйонів доз «Коронавак» прибули до Індонезії.
7 вересня національне агентство контролю за ліками та харчовими продуктами Індонезії опублікувало дозвіл на екстрене використання вакцин «Convidecia» та «Janssen».
8 вересня до Індонезії прибуло 500 тисяч доз вакцини Oxford–AstraZeneca з Австралії.
10 вересня до Індонезії прибуло 639990 доз вакцини Pfizer–BioNTech, 973700 доз вакцини Oxford–AstraZeneca та 2,08 мільйона доз «Коронавак».
11 вересня до Індонезії прибуло 500 тисяч доз вакцини Janssen і 2,075 мільйона доз «Коронавак».
14 вересня 1,8 мільйона доз «Коронавак» прибули до Індонезії.
15 вересня до Індонезії прибуло 274950 доз вакцини Pfizer–BioNTech.
16 вересня до Індонезії прибули 2,5 мільйона доз вакцини Pfizer–BioNTech і 968360 доз вакцини Oxford–AstraZeneca.
17 вересня до Індонезії прибуло 1,755 мільйона доз вакцини Pfizer–BioNTech, 1,878 мільйона доз вакцини Oxford–AstraZeneca та 5 мільйонів доз «Коронавак».
19 вересня до Індонезії прибуло 1,1 мільйона доз вакцини Pfizer–BioNTech.
20 вересня 5 мільйонів доз вакцини «Коронавак» прибули до Індонезії.
21 вересня 5 мільйонів доз вакцини «Коронавак» і 200 тисяч доз вакцини «Sinopharm BIBP» прибули до Індонезії.
22 вересня до Індонезії прибуло 684900 доз вакцини Oxford–AstraZeneca.
23 вересня до Індонезії прибуло 1,24 мільйона доз вакцини Oxford–AstraZeneca та 2,17 мільйона доз вакцини Pfizer–BioNTech.
24 вересня 2 мільйони доз «Коронавак» прибули до Індонезії.
30 вересня до Індонезії прибуло 796800 доз вакцини Oxford–AstraZeneca з Італії. Також у цей день уряд дозволив тим, хто був інфікований COVID-19, вакцинуватися через місяць після одужання (при легкому перебігу) і через 3 місяці (при важкому перебігу). Попередній період становив 3 місяці (як для легкого, так і для важкого перебігу хвороби).
1 жовтня до Індонезії прибуло 705300 доз вакцини Oxford–AstraZeneca та 453960 доз вакцини Pfizer–BioNTech.
2 жовтня до Індонезії прибуло 600 тисяч доз вакцини Oxford–AstraZeneca.
3 жовтня до Індонезії прибуло 800280 доз вакцини Pfizer–BioNTech.
7 жовтня Національне агентство з контролю за ліками та харчовими продуктами Індонезії опублікувало дозвіл на екстрене використання вакцини Zifivax. Також цього дня до Індонезії прибуло 1,2 мільйона доз вакцини Pfizer–BioNTech.
8 жовтня до Індонезії прибуло 245440 доз вакцини Oxford–AstraZeneca.
10 жовтня 100 мільйонів індонезійців отримали принаймні одну дозу вакцини. Також цього дня до Індонезії прибуло 2 мільйони доз вакцини Pfizer–BioNTech.
13 жовтня до Індонезії прибуло 688800 доз вакцини Oxford–AstraZeneca.
14 жовтня до Індонезії прибуло 672600 доз вакцини Oxford–AstraZeneca та 601380 доз вакцини Pfizer–BioNTech.
17 жовтня 2,5 мільйона доз вакцини Pfizer–BioNTech прибули до Індонезії.
19 жовтня до Індонезії прибуло 224 тисячі доз вакцини Oxford–AstraZeneca.
20 жовтня до Індонезії прибуло 1,4 мільйона доз вакцини Oxford–AstraZeneca.
21 жовтня до Індонезії прибули 1,2 мільйона доз вакцини Pfizer–BioNTech і 698090 доз вакцини Oxford–AstraZeneca.
22 жовтня до Індонезії прибуло 1,18 мільйона доз вакцини Pfizer–BioNTech і 844820 доз вакцини Oxford–AstraZeneca.
25 жовтня до Індонезії прибуло 684400 доз вакцини Oxford–AstraZeneca з Нової Зеландії.
26 жовтня 5 мільйонів доз «Коронавак» прибули до Індонезії.
27 жовтня 4 мільйони доз «Коронавак» прибули до Індонезії.
28 жовтня 4 мільйони доз «Коронавак» і 677430 доз вакцини Pfizer–BioNTech прибули до Індонезії.
29 жовтня до Індонезії прибули 4 мільйони доз «Коронавак», 1,26 мільйона доз вакцини Pfizer–BioNTech і 1,34 мільйона доз вакцини Oxford–AstraZeneca.
30 жовтня до Індонезії прибуло 819 600 доз вакцини Moderna з Нідерландів.
31 жовтня до Індонезії прибуло 339300 доз вакцини Pfizer–BioNTech.
1 листопада 4 мільйони доз «Коронавак» прибули до Індонезії. Вакцину також схвалило національне агентство контролю за ліками та харчовими продуктами Індонезії (BPOM) для дітей віком від 6 до 11 років.
2 листопада 4 мільйони доз «Коронавак» і 134560 доз вакцини Oxford–AstraZeneca прибули до Індонезії. Також цього дня Національне агентство з контролю за ліками та харчовими продуктами Індонезії опублікувало дозвіл на екстрене використання вакцини Novavax, ставши першою країною, яка схвалила цю вакцину.
4 листопада до Індонезії прибуло 680100 доз вакцини Oxford–AstraZeneca.
5 листопада до Індонезії прибуло 69030 доз вакцини Pfizer–BioNTech.
8 листопада 4 мільйони доз «Коронавак» прибули до Індонезії.
9 листопада 4 мільйони доз «Коронавак» прибули до Індонезії.
10 листопада до Індонезії прибуло 680400 доз вакцини «Moderna».
11 листопада до Індонезії прибуло 2,29 мільйона доз вакцини Pfizer–BioNTech і 1,2 мільйона доз вакцини Oxford–AstraZeneca.
12 листопада 4 мільйони доз «Коронавак» прибули до Індонезії.
13 листопада 4 мільйони доз «Коронавак» прибули до Індонезії.
17 листопада до Індонезії прибуло 1,2 мільйона доз вакцини Oxford–AstraZeneca з Австралії.
19 листопада до Індонезії прибуло 4,059 млн доз вакцини Oxford–AstraZeneca і 800 тисяч доз вакцини Moderna.
20 листопада до Індонезії прибуло 2,6 мільйона доз вакцини Pfizer–BioNTech.
21 листопада до Індонезії прибуло 2,26 мільйона доз вакцини Pfizer–BioNTech.
22 листопада до Індонезії прибуло 866970 доз вакцини Pfizer–BioNTech.
24 листопада до Індонезії прибуло 4,3 мільйона доз вакцини Oxford–AstraZeneca.
26 листопада до Індонезії прибуло 706680 доз вакцини Pfizer–BioNTech і 1,065 мільйона доз вакцини Oxford–AstraZeneca.
27 листопада до Індонезії надійшло 2,707 мільйона доз вакцини Oxford–AstraZeneca, 727740 доз вакцини Pfizer–BioNTech і 134500 доз вакцини Novavax.
28 листопада до Індонезії надійшло 334620 доз вакцини Pfizer–BioNTech і 705600 доз вакцини Oxford–AstraZeneca.
29 листопада 4 мільйони доз «Коронавак» прибули до Індонезії.
30 листопада 4 мільйони доз «Коронавак» і 1,7 мільйона доз вакцини Oxford–AstraZeneca прибули до Індонезії.
1 грудня до Індонезії прибуло 3,6 мільйона доз вакцини «Коронавак» і 9,1 мільйона доз вакцини Oxford–AstraZeneca.
2 грудня до Індонезії надійшло 191880 доз вакцини Pfizer–BioNTech, 656 тисяч доз вакцини Oxford–AstraZeneca та 4,865 мільйона доз вакцини Novavax.
3 грудня до Індонезії прибуло 324 тисяч доз вакцини Janssen.
5 грудня до Індонезії прибуло 1,9 мільйона доз вакцини Oxford–AstraZeneca.
7 грудня щонайменше 100 мільйонів індонезійців були повністю вакциновані. Також цього дня до Індонезії прибуло 1,5 мільйона доз вакцини Moderna.
8 грудня до Індонезії прибуло 767520 доз вакцини Pfizer–BioNTech і 4 мільйони доз вакцини Novavax.
8 грудня до Індонезії прибуло 767520 доз вакцини Pfizer–BioNTech і 4 мільйони доз вакцини Novavax.
9 грудня до Індонезії прибуло 336960 доз вакцини Pfizer–BioNTech і 1,18 мільйона доз вакцини Oxford–AstraZeneca.
10 грудня до Індонезії прибуло 1,21 мільйона доз вакцини Pfizer–BioNTech.
11 грудня до Індонезії прибуло 2,04 мільйона доз вакцини Pfizer–BioNTech і 1,75 мільйона доз вакцини Oxford–AstraZeneca.
12 грудня до Індонезії прибуло 1,77 мільйона доз вакцини Pfizer–BioNTech.
13 грудня міністерство охорони здоров'я оголосило про початок вакцинації дітей віком від 6 до 11 років. Також цього дня до Індонезії прибуло 3,53 мільйона доз вакцини Pfizer–BioNTech.
14 грудня до Індонезії прибуло 1,76 мільйона доз вакцини Pfizer–BioNTech.
15 грудня до Індонезії прибуло 1,095 мільйона доз вакцини Oxford–AstraZeneca та 1,144 мільйона доз вакцини Pfizer–BioNTech.
16 грудня до Індонезії прибуло 1,144 мільйона доз вакцини Pfizer–BioNTech.
20 грудня до Індонезії прибуло 482 тисячі доз вакцини Oxford–AstraZeneca.
21 грудня відео з чоловіком з Пінранга в Південному Сулавесі стало вірусним в Інтернеті після того, як він заявив, що був вакцинований 17 разів від імені інших людей. Також цього дня 2 мільйони доз «Коронавак» прибули до Індонезії.
23 грудня 1,5 мільйона доз вакцини Moderna прибули до Індонезії.
24 грудня до Індонезії надійшло 2,688 мільйона доз вакцини Moderna та 342810 доз вакцини Pfizer–BioNTech.
25 грудня до Індонезії прибуло 922800 доз вакцини Moderna та 1,47 мільйона доз вакцини Pfizer–BioNTech.
26 грудня до Індонезії прибуло 1,42 мільйона доз вакцини Moderna, 4,478 мільйона доз Oxford–AstraZeneca та 3,086 мільйона доз вакцини Pfizer–BioNTech.
27 грудня до Індонезії прибуло 6,683 мільйона доз вакцини Oxford–AstraZeneca.
28 грудня до Індонезії прибуло 5,787 мільйона доз вакцини Oxford–AstraZeneca.
29 грудня 1,236 мільйона доз «Коронавак» прибули до Індонезії.
30 грудня до Індонезії прибуло 438750 доз вакцини Pfizer–BioNTech.
31 грудня до Індонезії прибуло 819 тисяч доз вакцини Pfizer–BioNTech і 9 мільйонів доз «Коронавак».

### 2022 рік
1 січня до Індонезії прибуло 1,2 мільйона доз вакцини Pfizer–BioNTech.
3–4 січня до Індонезії прибуло 3,566 мільйона доз вакцини Oxford–AstraZeneca.
7 січня до Індонезії прибуло 1,252 мільйона доз вакцини Oxford–AstraZeneca.
8 січня до Індонезії прибуло 3,182 мільйона доз вакцини Oxford–AstraZeneca.
11 січня до Індонезії прибуло 1,847 мільйона доз вакцини Oxford–AstraZeneca.
12 січня Індонезія почала робити щеплення третьою або бустерною дозою для широкого загалу, використовуючи вакцини 5 марок. Уряд встановив строк щонайменше 6 місяців після завершення первинної вакцинації, перш ніж можна буде ввести бустерну дозу.
16 січня до Індонезії прибуло 896 тисяч доз вакцини Oxford–AstraZeneca і 6 мільйонів доз «Коронавак».
17 січня 5 мільйонів доз «Коронавак» прибули до Індонезії.
18 січня до Індонезії прибуло 1,4 мільйона доз вакцини Oxford–AstraZeneca.
19 січня до Індонезії прибуло 651130 доз вакцини Oxford–AstraZeneca.
22 січня до Індонезії прибуло 1,257 мільйона доз вакцини Pfizer–BioNTech.
28 січня до Індонезії прибуло 2,968 мільйона доз вакцини Oxford–AstraZeneca.
9 лютого до Індонезії прибуло 2,7 мільйона доз вакцини Oxford–AstraZeneca. Завдяки цьому вантажу кількість доз вакцини, отриманих Індонезією, перевищила рубіж у 500 мільйонів.
13 лютого міністерство охорони здоров'я зобов'язало тих, хто пропустив щеплення другою дозою через 6 місяців після першої, знову розпочати процес вакцинації. Крім того, тим, у кого минуло не більше 6 місяців, все ще дозволено отримати другу дозу. В обох випадках можливе щеплення іншою маркою залежно від терміну придатності вакцини. Цю політику було започатковано для подолання повільної вакцинації другою дозою, коли 2,5 мільйона осіб вакцинувалися лише один раз через 6 місяців.
21 лютого уряд змінив інтервал між другою та третьою дозами вакцини з мінімального часу 6 місяців до 3 місяців для осіб похилого віку. За 5 днів, 26 лютого, уряд дозволив третю вакцинацію для широкого загалу будь-якого віку.
4 березня до Індонезії прибуло 3,5 мільйона доз вакцини Pfizer–BioNTech.
7 березня уряд дозволив внутрішнім мандрівникам повітряним, наземним і водним транспортом подорожувати без результату тесту на антиген або ПЛР-тесту, якщо вони були вакциновані принаймні двічі.
10 березня уряд продовжив термін придатності 18 мільйонів доз вакцини, оскільки найближчим часом він мав закінчитися.
23 березня уряд дозволив прибуваючим з-за кордону, які отримали негативний результат і були щеплені другою чи третьою дозами вакцини, в'їхати до Індонезії без дотримання обов'язкового карантину.
31 березня Джакарта стала першою провінцією, яка повністю вакцинувала 100 % свого населення. Однак ці дані можуть не відображати реальну ситуацію, оскільки багато людей за межами Джакарти також отримали щеплення в провінції.
11 травня Європейський Союз схвалив індонезійський додаток «PeduliLindungi» для використання на своїй території.
15 травня Асоціація держав Південно-Східної Азії (АСЕАН) схвалила додаток «PeduliLindungi» для використання в регіоні.
13 жовтня президент Джоко Відодо офіційно запустив IndoVac, вакцину проти COVID-19, розроблену індонезійською фармацевтичною компанією «Bio Farma» та Бейлорським медичним коледжем в Техасі.
29 листопада Національне агентство з контролю за ліками та харчовими продуктами опублікувало екстрений дозвіл на застосування вакцини Pfizer–BioNTech у дітей віком від 5 до 11 років.
11 грудня Національне агентство з контролю за лікарськими засобами та харчовими продуктами опублікувало екстрений дозвіл на застосування вакцини Pfizer–BioNTech у немовлят від 6 місяців до 4 років.

## Використання вакцин
| Вакцина            | Схвалення | Застосування |
| ------------------ | --------- | ------------ |
| Коронавак          | Так       | Так          |
| Oxford–AstraZeneca | Так       | Так          |
| Sinopharm BIBP     | Так       | Так          |
| Moderna            | Так       | Так          |
| Pfizer–BioNTech    | Так       | Так          |
| Janssen            | Так       | Так          |
| Novavax            | Так       | Так          |
| Спутник V          | Так       | Так          |
| Convidecia         | Так       | Так          |
| Zifivax            | Так       | Так          |

## Вакцини на стадії досліджень
| Вакцина             | Тип (технологія)            | I фаза   | II фаза  | III фаза |
| ------------------- | --------------------------- | -------- | -------- | -------- |
| Коронавак           | Інактивована                | виконано | виконано | виконано |
| Zifivax             | Субодинична (рекомбінантна) | виконано | виконано | виконано |
| ARCoV               | РНК-вакцина                 | виконано | виконано | триває   |
| West China Hospital | Субодинична (рекомбінантна) | виконано | виконано | триває   |
| GX-19               | ДНК-вакцина                 | виконано | триває   | триває   |
| AV-COVID-19         | Векторна                    | триває   | триває   | Ні       |

## Виклики
Лише 64,81 % населення Індонезії були повністю вакциновані. Це викликано кількома проблемами та проблемами. По-перше, в Індонезії не вистачає вакцин і людських ресурсів для підтримки програми. Країна також намагається рівномірно розподілити вакцини в усіх регіонах, особливо в сільських і віддалених районах. Деякі провінції вакцинували своє населення в рази більше, ніж інші провінції. Містифікації та фейкові новини також змусили багатьох індонезійців засумніватися в ефективності вакцини, що призвело до того, що вони вирішили не робити щеплення.

## Ефективність
23 квітня 2021 року державне управління охорони здоров'я Семаранга повідомило, що 411 вакцинованих осіб заразилися COVID-19. 267 із них заразилися після першої дози, а 144 — після другої.
На основі спостережень за приблизно 120 тисячами працівників охорони здоров'я в Джакарті, які були вакциновані з січня по березень, через 28 днів після другої дози, «Коронавак» запобігає на 94 % симптоматичному COVID-19, на 96 % запобігає госпіталізації та на 98 % запобігає смерті. Але після вакцинації лише першою дозою ефективність проти симптоматичного перебігу становить лише 13 %.
Під час спалаху в Кудусі в провінції Центральна Ява станом на 12 червня 2021 року з 6 тисяч медичних працівників, яким було зроблено щеплення «Коронавак», 308 з них були інфіковані COVID-19, 277 пішли на самоізоляцію, і 193 одужали. Директор регіональної загальної лікарні Абдул Азіз Ач'яр заявив, що доведено, що вакцини здатні знизити ризик захворювання та смерті від COVID-19.
18 червня 2021 року агентство Reuters повідомило, що понад 350 індонезійських лікарів і медичних працівників заразилися SARS-CoV-2, незважаючи на вакцинацію «Коронавак». Епідеміолог Університету Гріффіт Дікі Будіман сказав, що поки неясно, наскільки «Коронавак» ефективний проти варіанту Дельта.
Згідно зі спостереженнями за 86936 жителями Джакарти віком від 60 років з березня по квітень, «Коронавак» ефективний на 85 % проти симптоматичного перебігу хвороби і на 92 % проти госпіталізації. Якщо ввести лише першу дозу, ефективність проти симптоматичного перебігу хвороби знижується до 35 %.

## Скандали
Індонезійського актора та співака Раффі Ахмада, одного з перших публічних діячів, які отримали щеплення від COVID-19, критикували за порушення карантинних правил під час вечірки в ніч після щеплення.